# Édouard Jacobs
Édouard Jacobs (* 9. Februar 1851 in Halle, Flandern; † 3. März 1925 in Ixelles) war ein belgischer Cellist und Musikpädagoge.

## Leben
Jacobs war in seiner Jugend im Kirchenorchester seiner Heimatstadt, in der Halse Harmonie, im Chor Roland de Lattre und im Sinfonieorchester Cercle Servais aktiv. Am Königlichen Konservatorium Brüssel studierte er Cello bei Gustave Libotton und Joseph Servais, die beide Schüler von Adrien-François Servais waren, und wirkte dort selbst 44 Jahre lang als Cellolehrer.
Als Cellovirtuose gab Jacobs zahlreiche Konzerte in Frankreich, Deutschland, England und den Niederlanden und reiste zwischen 1892 und 1904 fast jedes Jahr nach Russland. Bei Aufführungen von Werken der alten Musik spielte er auch die Gambe. König Albert I. verlieh ihm den Titel eines Kommandeurs des Kronenordens, der deutsche Kaiser Wilhelm II. ernannte ihn zum Offizier des Roten Adlerordens, der russische Zar Nikolaus II. zeichnete ihn als Ritter des Annenordens aus. In seiner Heimatstadt Halle wurde 2020 die Straße Edouard Jacobs-erf nach ihm benannt.